# 논산 명재 고택
논산 명재 고택(論山 明齋 古宅)은 대한민국 충청남도 논산시 노성면에 있는 조선시대의 가옥이다. 1984년 12월 24일 대한민국의 국가민속문화재 제190호 윤증선생고택(尹拯先生故宅)로 지정되었다가, 2007년 1월 29일 논산 명재 고택(論山 明齋 古宅)으로 문화재 지정명칭이 변경되었다.

## 개요
조선 숙종 때의 학자인 윤증(1629∼1714)의 자녀와 제자가 윤증을 위해 지었다고 전하는 집이다. 후대에 수리가 있었던 듯 하며 그 세부기법은 19세기 중엽의 건축양식을 보이고 있다.(최근 보수공사 중 숭정기원후4정미(1847년)상량문이 발견되었다. 후손에 의해 재건축 된 것으로 추정된다.) 노성산성이 있는 이 산의 산자락에 노성향교와 나란히 남향으로 배치되어 있다.
높은 기단 위에 앞면 4칸·옆면 2칸 규모의 사랑채가 있고, 왼쪽 1칸 뒤로 '一' 자형의 중문간채가 자리잡고 있다. 중문간채는 안채가 바로 보이지 않도록 1칸 돌아 들어가게 중문을 내었다. 중문을 들어서면 'ㄷ'자 모양의 안채가 있어서, 중문간채와 함께 튼 'ㅁ'자 모양을 이루고 있다.
집 앞에는 넓은 바깥마당이 있고 그 앞에 인공연못을 파고 가운데에 원형의 섬을 만들어 정원을 꾸몄다. 또한 안채 뒷쪽에는 완만한 경사지를 이용하여 독특한 뒤뜰을 가꾸어, 우리나라 살림집의 아름다운 공간구조를 보이고 있다.
모든 건축부재의 마감이 치밀하면서 구조가 간결하고 보존상태도 양호한 조선의 양반주택으로 중요하다.
지정 당시 명칭은 '윤증선생고택(尹拯先生故宅)'이었으나, 조선 숙종 때의 이름난 유학자 명재 윤증(1629-1711)이 지었다고 전하는 가옥인 점을 반영하여 그의 호를 따라 ‘논산 명재 고택’으로 지정명칭을 변경(2007.1.29)하였다.

## 같이 보기
- 윤증

## 참고 자료
- 논산 명재 고택 - 국가유산청 국가유산포털